# Джеймс Фіцджеральд, 10-й граф Десмонд
Джеймс Фіцджеральд (англ. James FitzGerald, 10th Earl of Desmond; д/н — 18 червня 1529,Дінгл) — політичний та військовий діяч Ірландії,10-й граф Десмонд, очільник антианглійського спротиву.

## Життєпис
Походив з англо-нормандського шляхетського роду Фіцджеральдів, молодшої гілки. Другий син Моріса Фіцджеральда, 9-го графа Десмонда, та Еллен (доньки Моріса Роша, 2-го лорда Фермуя) з роду Робера Фіцстівена. Народився близько 1490 року в Мюнстері. Після смерті старшого брата Томаса став спадкоємцем батька. 1520 року після смерті останнього став новим графом Десмондом. Невдовзі розгиркався з королівським урядом, внаслідок чого його виключили з Ірландської ради.
Невдовзі вступив у протистояння з Кормаком Лайдіром МакКарті, 9-го лордом Маскеррі в графстві Корк і Пірсом Батлером, графом Ормондом у східному Мюнстері. Він також посварився зі своїм стрийком Томасом Фіцтомасом Фіцджеральдом, який став на бік його ворогів. У вересні 1521 року зазнав поразки в битві при абатстві Морн (на південь від Маллоу), від військ Кормака МакКарті та Томаса Фіцтомаса Фіцджеральда. У грудні Джеймс опинився обложеним в Дангарвані. Вимушен був примиритися з ворогами та укласти невигідний мир.
1522 року встановив таємні відносини з французьким урядом. 4 березня 1523 року в Сен-Жермен-ан-Ле уклав союз з королем Франциском I, спрямований проти Англії.: граф Десмонд повинен був зібрати за французький кошт 10 тис. піхоти і 4 тис. кінноти, після чого почати війну проти Генріха VIII. Для постійного контакту Франції передавалися порти Корк, Кінсейл та Йол. При цьому планувалося здійснити одночасний наступ в Ірланід (силами Джеймса Фіцджераладь) та Шотландії (силами Джона Олбані). Проте французький король невдовзі відволікся на боротьбу з імператором Карлом V, що став загрожувати Парижу.
У 1525 році проти графа Десмонда рушив Джеральд Фіцджеральд, граф Кілдер, що за наказом англійського короля повинен був схопити того. Втім Джеймс зумів врятуватися. В цей час в битві під Павією зазнав поразки Франциск I, який з 1526 року почав зближення з Англією. У відповідь 1528 року граф Десмонд уклав військовий союз з імператором Карлом V. 1529 року планувалася висадка іспанських віійськ в Ірландії, але Джеймс Фіцджеральд раптово помер. Його титул і володіння спадкував стрийко Томас Фіцтомас Фіцджеральд.

## Родина
Дружина — Ема, донька Турлоу О'Браєна
Діти:
- Джоан (1509—1565)